# Zenon Słonecki
Zenon z Słończycz Słonecki herbu Korab (ur. 13 grudnia 1831, zm. 8 stycznia 1912 w Krakowie) – polski ziemianin, poseł do Sejmu Krajowego Galicji (1870–1895), marszałek Rady c. k. powiatu sanockiego, urzędnik Towarzystwa Wzajemnych Ubezpieczeń w Krakowie, działacz społeczny.

## Życiorys

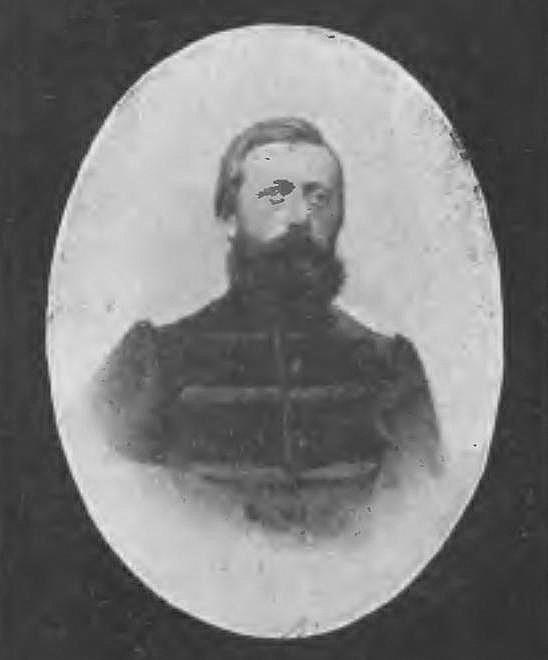
Zenon Słonecki

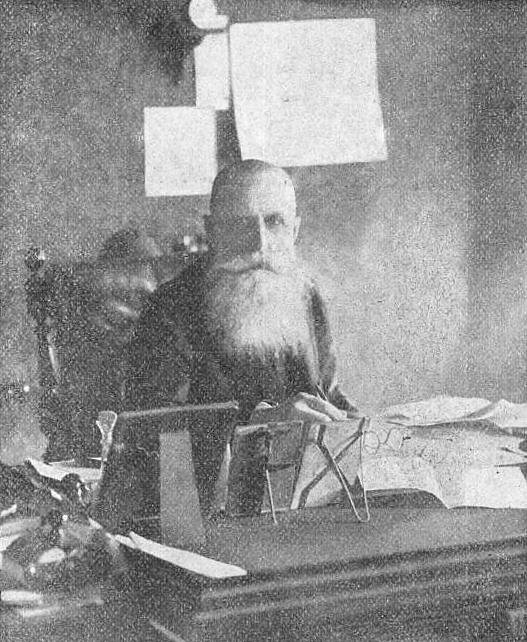
Zenon Słonecki podczas pracy

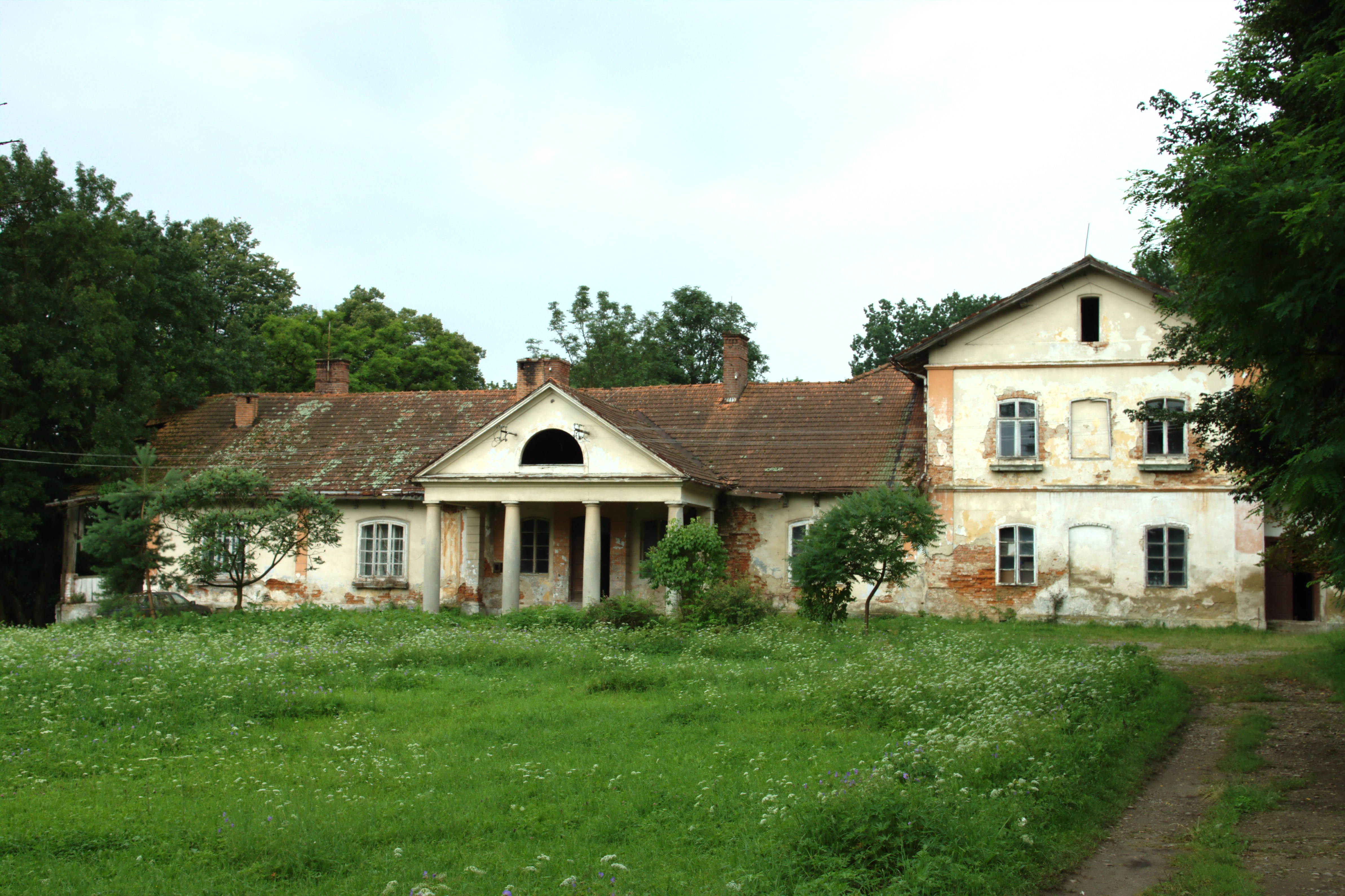
Dwór w Jurowcach (2011)

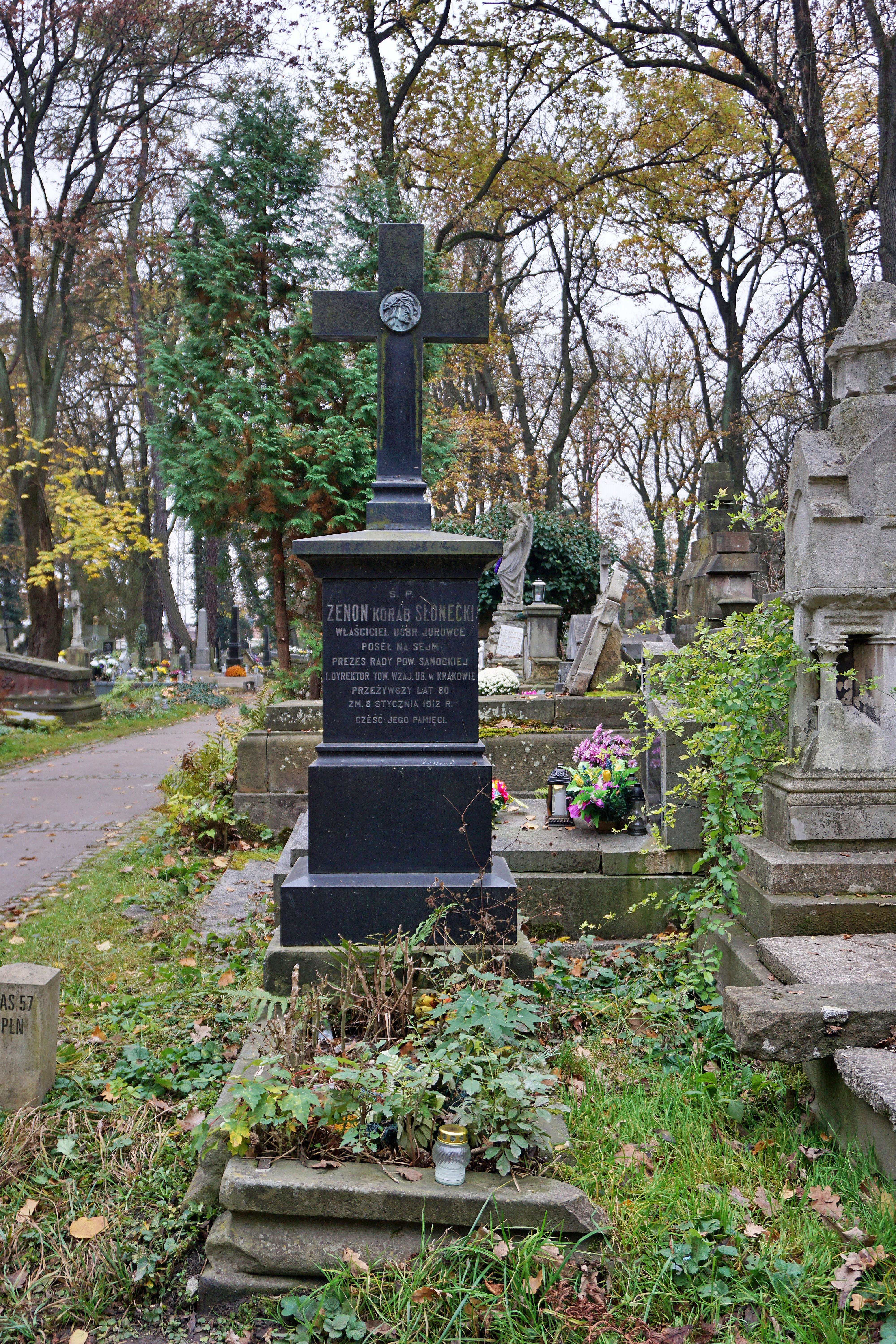
Nagrobek Zenona Słoneckiego

Rodzina Słoneckich herbu Korab pochodziła z Wielkopolski, potem osiadła na ziemi sanockiej i na Podolu. Zenon z Słończyc Słonecki urodził się 13 grudnia 1831. Był synem Stanisława Słoneckiego z Krechowiec herbu Korab (1800-1866) i Eleonory z domu Krechowieckiej herbu Sas (1810–1881, właścicielka dóbr Jabłonka). Miał siostry: Józefę (żona Władysława Garapicha, właściciela Cebrowej), Marię (żona Apolinarego Hoppena, właściciela Swaryczowa), Zofię Helenę (żona Stanisława Komarnickiego, właściciela Zawadki).
Uczył się w szkołach ojców jezuitów w kolegium we Lwowie. Ukończył studia prawa na tamtejszym Wydziale Prawa Uniwersytetu Franciszkańskiego. Przez pewien czas pracował w służbie państwowej. W 1857 ożenił się z Marceliną Jaruntowską, po czym osiadł w rodzinnym majątku w Krechowicach (rodzina żony), a w 1860 w dobrach żony - w Jurowcach. Jako ziemianin zajmował się działalnością rolniczą.
Brał udział w powstaniu styczniowym 1863. W tym czasie rząd narodowy powierzył mu zadania, a Słonecki prowadził prace organizacyjne w Galicji po stronie stronnictwa Białych, odbywając z ramienia rządu zagraniczne misje, na Wołoszczyznę. Działał jako naczelnik obwodu sanockiego. Od lata 1863 członek Komitetu Galicji Wschodniej.
Po upadku powstania kontynuował pracę w gospodarstwie oraz zaangażował się w służbę publiczną. Był wybierany na posła do Sejmu Krajowego Galicji kadencji: III (1870–1876), IV (1877–1882) – z I kurii w obwodzie sanockim, V (1882–1889), VI (1889–1895) – z IV kurii w okręgu Sanok-Rymanów-Bukowsko.
Był wybierany do Rady c. k. powiatu sanockiego jako reprezentant grupy większych posiadłości: w 1867 (został członkiem wydziału powiatowego), w 1870; został wówczas zastępcą prezesa (marszałka) wydziału powiatowego, najpierw Jakuba Wiktora, w 1872 marszałka Maksymiliana Łepkowskiego. Później był ponownie wybierany do rady powiatowej z grupy gmin wiejskich i zostawał zastępcą prezesa w 1871 oraz marszałkiem (prezesem) wydziału: 1873, 1874, 1876 (zastępca: Zygmunt Janowski), 1876, 1877, 1879, 1880, 1880 (zastępca: ks. Franciszek Salezy Czaszyński), 1881, 1882, 1883, 1884 (zastępca: Cyryl Jaksa Ładyżyński). Pełniąc funkcję marszałka powiatowego był prezesem reprezentacji Sanoka, która spotkała się z podróżującym po Galicji cesarzem Austrii Franciszkiem Józefem I w Krakowie, we Lwowie oraz 19 września 1880 w Zagórzu.
W 1870 został członkiem rady nadzorczej Towarzystwa Wzajemnych Ubezpieczeń w Krakowie. Przez kolejne lata był związany z tą instytucją. W czerwcu 1885 został wybrany na posadę pierwszego (I) dyrektora TWU (zostając następcą Henryka Wodzickiego), w związku z czym zrzekł się stanowiska marszałka powiatowego 1 lipca 1885 (jego następcą został Feliks Gniewosz). Od tego czasu pozostawał tylko członkiem rady powiatu sanockiego do około 1891. Stanowisko I dyrektora TWU sprawował przez przeszło 20 lat. Z uwagi na podeszły wiek w 1905 zrezygnował ze stanowiska, a w 1906 przeszedł w stan spoczynku. Został wówczas zastąpiony przez Michała Garapicha na stanowisku I dyrektora, jednak na prośbę współpracowników pracował nadal w TWU, pełniąc stanowisko zastępcy tegoż (wybrany na kadencję do 1909, a następnie na kadencję 1909-1915.
W latach 70., 80., 90. był członkiem wydziału okręgowego C. K. Galicyjskiego Towarzystwa Kredytowego Ziemskiego w Sanoku. Był członkiem oddziału sanocko-lisko-krośnieńskiego C. K. Towarzystwa Gospodarskiego we Lwowie.
W Krakowie zasiadał w Radzie Miejskiej. Uchwałą Rady Miasta Sanoka z 4 października 1877 otrzymał tytuł Honorowego Obywatela Królewskiego Wolnego Miasta Sanoka (w uznaniu przychylność dla spraw miasta jako Prezes Rady Powiatowej i Poseł na Sejm Krajowy).
W 1857 poślubił Marcelinę Jaruntowską herbu Prus III (1830-1882, właścicielka majątków Jurowce i Kostarowce), z którą miał syna Jana Duklana (1859–1896), Zofię (1863–1881, zmarła mając 18 lat w Hłuboczku Wielkim) i Annę Marię (1869–1935, zamężna z Władysławem Żeleńskim z Grodkowic). Był dziadkiem Stanisława Słoneckiego.
Zenon Słonecki był osobą głęboko religijną. Należał do Sodalicji Mariańskiej, a po latach jego nazwisko zostało wymienione w grupie zasłużonych członków SM na tablicy ich upamiętniającej w bazylice Wniebowzięcia Najświętszej Maryi Panny w Starej Wsi.
Do końca życia był związany z Krakowem. Zmarł 8 stycznia 1912 w Krakowie w wieku 80 lat. Został pochowany na cmentarzu Rakowickim w Krakowie (kwatera 57)